# Zigenarmusik

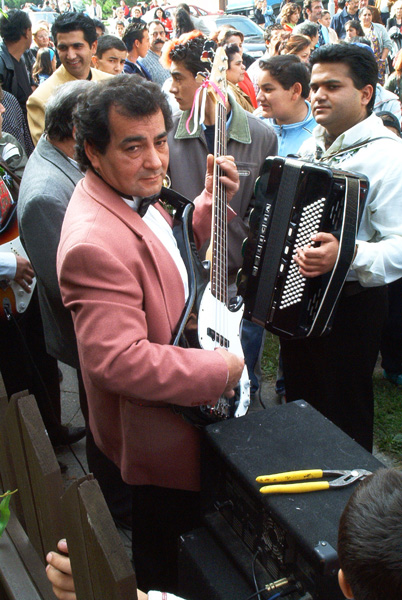
Romska musiker vid ett bröllop i Tjeckien.

Zigenarmusik är musik från den romska kulturen, och syftar ofta på en musikstil som ligger centraleuropeisk folkmusik nära. Begreppet zigenarmusik lever kvar, trots att ordet zigenare i Sverige numera ersatts av ordet romer.
Typiska drag är synkoperade rytmer, rik ornamentering, portatospel samt användning av den så kallade romska skalan med två överstigande sekunder. De viktigaste instrumenten är violin och cimbalom (hackbräde).
| ”                                                                                  | I fiolen och cymbalen ligger huvudintresset av en zigenarorkester; andra instrument tjänar blott till ledsagning, fördubbling av harmonin, markering av rytmen. Mestadels är det några trä- och mässinginstrument, en violoncell, en kontrabas och så många sekundfioler som möjligt. Första fiolen genomlöper alla virtuosnyckens slingervägar. Cymbalistens roll är att rytmisera detta lopp, framhäva taktens påskyndande eller återhåll, energi eller vekhet. Han handhar de små trähammare, som ila över mässing- och stålsträngarna med jonglörartad snabbhet. | „ |
| – Franz Liszt, "Des bohémiens et de leur musique en Hongrie", 1859; ny uppl. 1881. | |   |